# Prefisso (linguistica)
Un prefisso, in linguistica, è un morfema che è affisso all'inizio di un lessema per modificarne o precisarne il significato. Il processo morfologico che lo riguarda si chiama "prefissazione".

## Tipologie di prefissi
I prefissi possono essere privi di autonomia ("ri-" in "rientrare"), corrispondere ad avverbi ("mal-" in "maldestro") o preposizioni ("con-" in "condirettore"), o essere dotati di un autonomo significato. In quest'ultimo caso si parla di "prefissoidi".
Essi inoltre possono anche aggiungersi a parole già esistenti, formando una nuova parola per derivazione.
A seconda del prefisso usato, la parola può assumere un significato opposto (prefisso inversivo), può essere rafforzata (prefisso rafforzativo) o precisata (prefisso illativo), ecc.
Quando una parola è costituita da uno o più morfemi lessicali, come un tema verbale (per esempio: "gira-" nella parola "girasole") o da un tema nominale (per esempio: "melo-" nella parola "melograno"), non si parla più di affissi (prefissi o suffissi) perché ci si trova di fronte ad una parola formata non per affissazione (prefissazione, nel caso specifico) ma per composizione; ci si trova cioè di fronte ad una parola composta.

## Prefissi utilizzati nella lingua italiana

### A-
Esistono due prefissi a- nella lingua italiana.
Il primo, cosiddetto "a- derivazionale", viene usato per la formazione di verbi parasintetici con significato rispetto ai sostantivi circonfissati (aggiunti di prefisso e suffisso), di convergenza, di movimento in direzione (es. affluire), di avvicinamento (es. apporre), di associazione o rafforzamento (es. associare). Come già preventivato dagli esempi, se la parola comincia per consonante, il prefisso causa il cosiddetto raddoppiamento sintattico (es. fianco/affiancare, dolce/addolcire); mentre se la parola comincia per vocale, al prefisso a- seguirà una d eufonica e derivante dalla particella latina ad (es. opera/adoperare).
Il secondo, derivante dal corrispettivo greco (ἀ- o ἀν-) e chiamato "alfa privativo" giacché formato dalla sola lettera alfa, si usa insieme a sostantivi od aggettivi per indicare mancanza (acefalo), privazione (amorale), negazione (analgesico). Quando la parola inizia per vocale, il prefisso diviene nella forma an-, già presente nell'etimo greco (es. partitico/apartitico, affettivo/anaffettivo).

### Di-
Talvolta anche con la forma de- o dis-, viene utilizzato:
- in verbi composti, derivanti dal latino (es. discernere, divulgare);
- per formare verbi parasintetici con significato negativo rispetto al nome circonfissato (es. decolorare);
- col significato di doppio o due (es. dimetilico, diodo).

### In-
Davanti a parole che cominciano per b oppure p, il prefisso diventa im-; davanti a parole con l, m, oppure r la n del prefisso si assimila al suono della parola seguente (es. illogico, immedesimarsi, irriducibile).
Il prefisso in- viene utilizzato:
- per formare verbi parasintetici col significato di "dentro" (es. incorporare, incarcerare);
- posto ad un participio, sostantivo o aggettivo, ne indica mancanza, privazione, contrarietà (es. inutile, incurante). Svolge perciò, in questo frangente una funzione analoga a quella preposta al prefisso a- derivazionale con una lieve sfumatura: mentre il primo esprime un'avversione completa e netta, il secondo ne da un'accezione più neutra e blanda.

### Re-/ri-
Viene usato:
- intendendo la ripetizione di un'azione nello stesso senso o in senso contrario (es. reagire, riutilizzare);
- derivativa: per esempio refrigerare è traducibile in "rendere freddo".[3]

### Altri
Altri prefissi sono abbondantemente utilizzati nella lingua italiana.
Certuni esprimono una valutazione: ipo-, sotto-, semi-, emi-, ben-, mal-; altri invece ci danno informazioni di tipo spazio-temporale: ante-, anti-, post-, retro-, pro-, con-, contro-, contra-, inter-/intra-, sopra/sovra-, sotto-, sub-.

## Prefissoide
Un prefissoide è un morfema che può avere sia funzione lessicale (e quindi dotato di significato autonomo), sia derivazionale, può quindi essere sia un tema o radice sia un vero e proprio prefisso. Un buon esempio di prefissoide è "-logo-" che ha funzione lessicale in sociologia (discorso sulla società, la testa morfologica della parola è il discorso) e funzione derivazionale in logopedia (educazione alla parola, la testa morfologica è l'educazione, il "-logo-" è ciò su cui verte l'educazione) oppure come idro- che è lessicale in idrico, idrante e derivazionale in idroterapia, idrologico.
Esempi di prefissoidi derivanti dal greco antico o dal latino possono essere "tele-", che esprime l'idea della lontananza e si ritrova in parole composte come "telecomunicazioni", "telefono", "telecinesi", o "semi-", che esprime l'idea di parzialità e si ritrova nelle parole italiane "seminterrato", "semiluna", "semibreve".
Inoltre, alcuni prefissoidi possono subire lessicalizzazione, diventando così parole autonome, come "auto" da "automobile", e successivamente possono entrare a far parte di processi di composizione: autonoleggio, autotrasporti, autoporto.
Alcuni esempi: auto-("da sé" oppure riferito ad "automobile"), demo-("popolo"), eco-("ambiente"), micro-("piccolo"), macro-("grande"), gastro("ventre"), "pseudo-" (dal greco 'pseudomai', traducibile come "fittizio" o "apparente"), zoo-("animale").